# Onthophagus semiiris
Onthophagus semiiris là một loài bọ cánh cứng trong họ Bọ hung (Scarabaeidae).